# Madeleine Robinson
Madeleine Robinson (n. 5 noiembrie 1917, Paris, Île-de-France, Franța – d. 1 august 2004, Lausanne, cantonul Vaud, Elveția) pe numele său adevărat Madeleine Yvonne Svoboda, a fost o actriță franceză de teatru și film, provenită dintr-o familie de emigranți cehi, ulterior naturalizată elvețiancă. Între 1933 și 1993 a apărut într-un total de 79 de filme.

## Biografie
Născută la Paris, Madeleine Robinson a urmat cursuri de actorie cu Charles Dullin. Pe scenă a abordat cu autoritate profesională, cele mai dificile roluri ale dramaturgiei moderne.
În anul 1934 debutează cinematografie afirmându-se repede în roluri de tânără romantică, plină de candoare și farmec de adolescentă. Regizori de valoare au solicitat-o pentru roluri de tânără ingenuă, iradiind sensibilitate și tandrețe feminină. Creațiile ei din filmul Dreptul la viață (Premiul Marianske Lazne 1948), Dumnezeu are nevoie de oameni (Premiul Național 1951) și O plajă atât de drăguță și mică, se bazează pe autenticitatea jocului dramatic sincer trăit de o viață sufletească intensă.
Cu trecerea timpului, Robinson se îndreaptă către roluri de compoziție cărora stilul ei matur de joc le conferă un înalt nivel de comunicare artistică.

## Filmografie selectivă
- 1934 Tartarin de Tarascon (Tartarin de Tarascon), regia Raymond Bernard : o damă la cazinou
- 1936 Copilul nimănui (Le Mioche), regia Léonide Moguy : Denise Mériel, mama
- 1938 Furtună deasupra Asiei (Tempête sur l'Asie) de Richard Oswald
- 1938 Căpitanul Benoît (Le capitaine Benoît), regia Maurice de Canonge
- 1940 Noaptea minunată (La Nuit merveilleuse), regia Jean-Paul Paulin
- 1942 Răspântia drumurilor (La Croisée des chemins), regia André Berthomieu
- 1943 Bal la castel (Lumière d'été), regia Jean Grémillon
- 1943 Sfioasa (Douce), regia Claude Autant-Lara : Irène Comtat
- 1945 Farmece (Sortilèges), regia Christian-Jaque : Marthe
- 1947 Les Chouans (Les Chouans), regia Henri Calef
- 1948 Dreptul la viață (Les frères Bouquinquant), regia Louis Daquin
- 1948 O plajă atât de drăguță și mică (Une si jolie petite plage), regia Yves Allégret : Marthe
- 1949 Between Eleven and Midnight (Entre onze heures et minuit), regia Henri Decoin
- 1949 Le Mystère Barton (Le Mystère Barton), regia Charles Spaak
- 1950 Invitatul de marți (L'Invité du mardi), regia Jacques Deval
- 1950 Dumnezeu are nevoie de oameni (Dieu a besoin des hommes), regia Jean Delannoy : Jeanne Gourvennec
- 1952 L' Homme de ma vie (L' Homme de ma vie), regia Guy Lefranc
- 1952 Singur în lume (Seuls au monde), regia René Chanas
- 1954 Afacerea Maurizius (L'Affaire Maurizius), regia Julien Duvivier
- 1959 De două ori (À double tour), regia Claude Chabrol
- 1960 Pescuitori în apă tulbure (Les Arrivistes), de Louis Daquin
- 1961 Jour après jour (Giorno per giorno disperatamente), regia Alfredo Giannetti : Tilde
- 1962 Procesul (The Trial), regia Orson Welles : dna. Grubach
- 1962 Le Gentleman d'Epsom (Le Gentleman d'Epsom), regia Gilles Grangier
- 1970 Inima nebună (Le Cœur fou), regia Jean-Gabriel Albicocco : Clara Noël
- 1971 Atât de departe ca dragostea (Aussi loin que l'amour), regia Frédéric Rossif : femeia de la bar
- 1979 Șapte zile în ianuarie (Siete días de enero), regia Juan Antonio Bardem
- 1994 Ursulețul de pluș (L'ours en peluche), regia Jacques Deray

## Premii
- Festivalul de Film de la Veneția
  - 1959 – Cupa Volpi pentru cea mai bună interpretare feminină pentru filmul De două ori
- Premiul Molière
  - 2001 – Premiul Molière onorific